# Sinfonia n. 45 (Mozart)
La Sinfonia in Re maggiore n. 45 k 95 (73n) di Wolfgang Amadeus Mozart venne scritta, molto probabilmente, nel 1770 a Roma durante il penultimo viaggio in Italia.
Consiste dei seguenti movimenti:
- 1) Allegro
- 2) Andante
- 3) Minuetto
- 4) Allegro

Il primo catalogo delle composizioni di Mozart (pubblicato per la prima volta nel 1862 e più volte riveduto e ristampato) non comprendeva in origine questa sinfonia, che fu dunque inserita e numerata in seguito nel supplemento del 1910 col numero 45, nonostante sia stata composta molti anni prima dell'ultima sinfonia "ufficiale" n. 41.